# 中国联合航空
中国联合航空（英語：China United Airlines，全称为中国联合航空有限公司，简称中联航或中国联航）是一家总部设在中國北京的低成本航空公司，于1986年12月26日由中国人民解放军空军与22个省、市以及大型企业联合组建的民用航空公司。据中央“部队不得从事经商活动”的政策精神，于2003年暂停中国民航业务，但一直执行军方内部的飞行任务并未实际停航。
2004年10月由上海航空股份有限公司与中国航空器材进出口集团公司共同出资重新组建中国联合航空。2010年10月，中国联合航空加入中国东方航空，成为其全资子公司。2012年11月26日，中国联合航空有限公司与原东航河北分公司完成联合重组，成为新的中国联合航空有限公司。
目前中国联合航空下设佛山机场公司、天津分公司、四川分公司、河北分公司。

## 机构概况

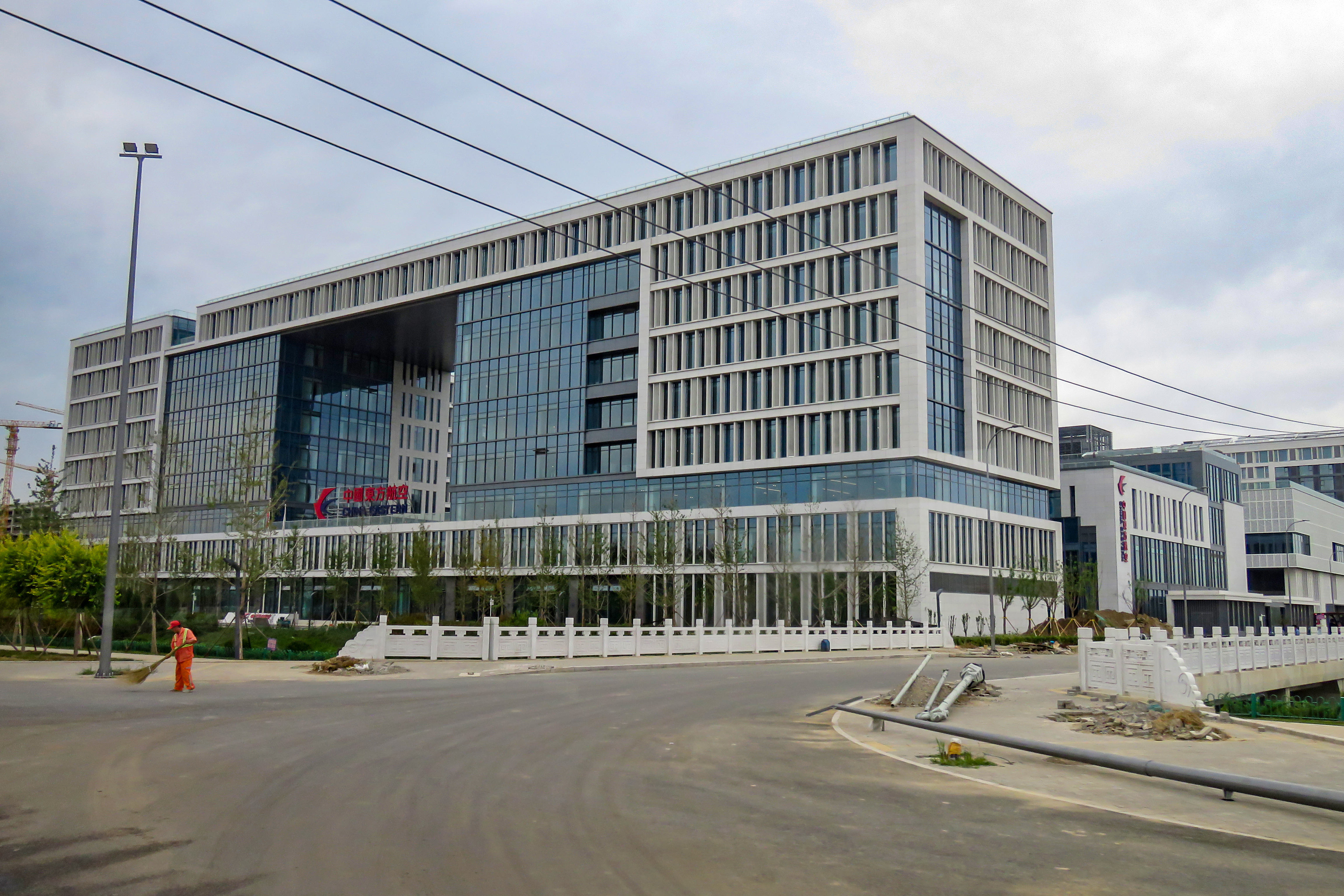
中联航总部位于大兴东航基地

### 军营“旧联航”时期
中联航的前身是中国联合航空公司（通常称为“旧联航”或“老联航”），于1986年12月25日经中华人民共和国国务院、中央军委批准成立，是由中国人民解放军空军与22个省、市以及大型企业联合组建的民用航空公司，因此得名。原中国联合航空公司曾拥有41架飞机，其中大多为俄制的图-154和伊尔-76等民航机队，亦拥有波音767-300、波音737-300、維克斯子爵、雅克-42、CRJ-200、安-26、运-8的专机机队。北京南苑机场作为旧联航的基地，担负着专机、客机、航班的重任；旧联航经营定期客货运输，临时客货包机、旅游包机、进出口物资国内联运，并兼营与航空相衔接的地面运输。旧联航共开通国内航线38条，其中大部分为支线航线；每周飞行110个航班，通航城市一半为旧联航独飞的地市级城市。旧联航独立于民航系统之外，常常以等同于火车卧铺价格的票价吸引大量旅客，曾经是中国支线航空市场的霸主。
1998年，由于旧联航拥有军办企业背景，根据中共中央“部队不得从事经商活动”的政策被要求停止其民航客运业务，但鉴于其航班计划已经制定，该决定被批准延迟执行。2002年10月31日下午5点10分，在完成了银川飞往北京的最后一班飞行后，运营了12年的旧联航停止了全部民用航班的飞行。2003年，旧联航正式停航，原属于空军的飞机全部被空军收回；但旧联航在退出民航市场后仍担负着中国人民解放军指派的任务，所以飞机并没有停飞。

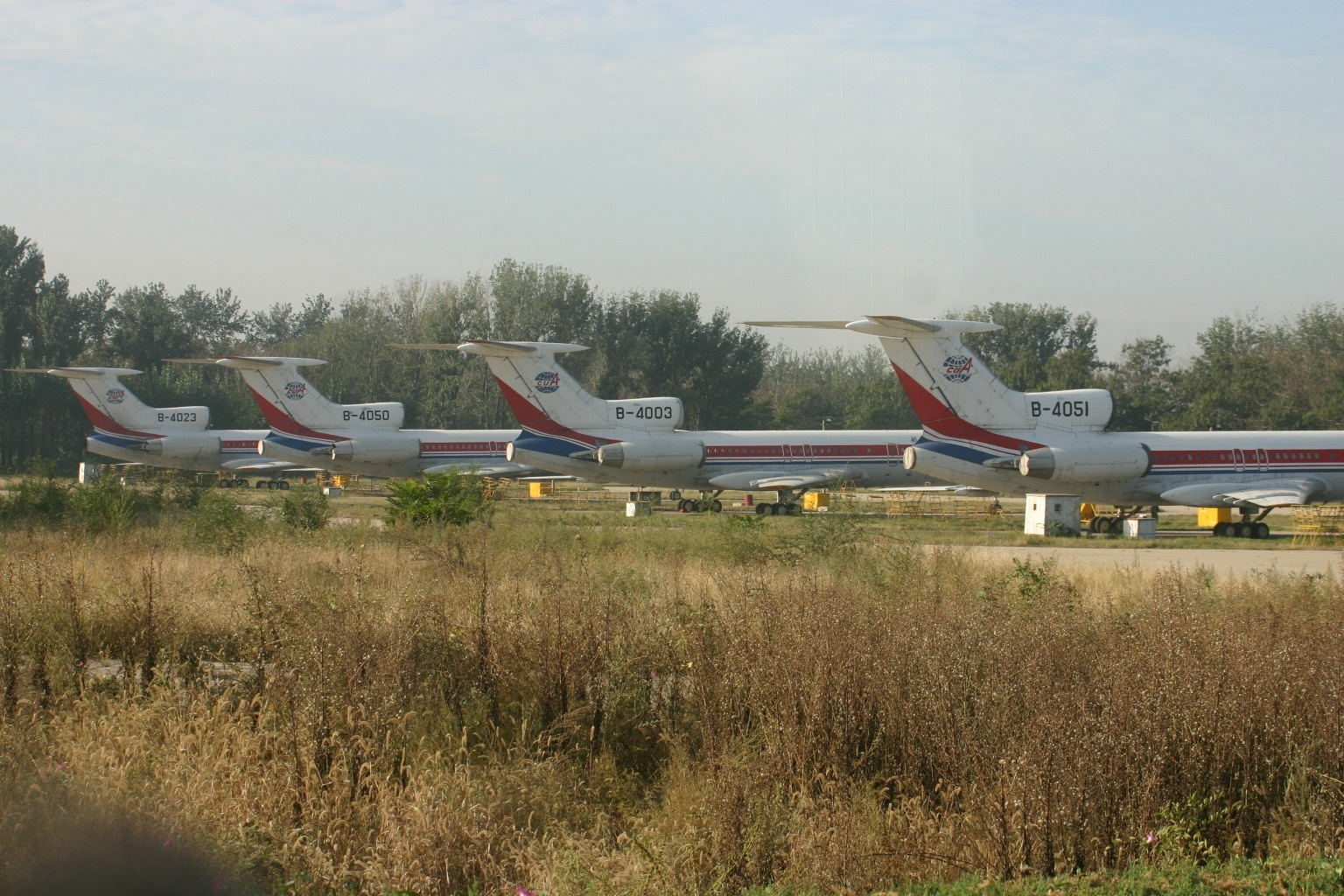
老联航封存的tu154

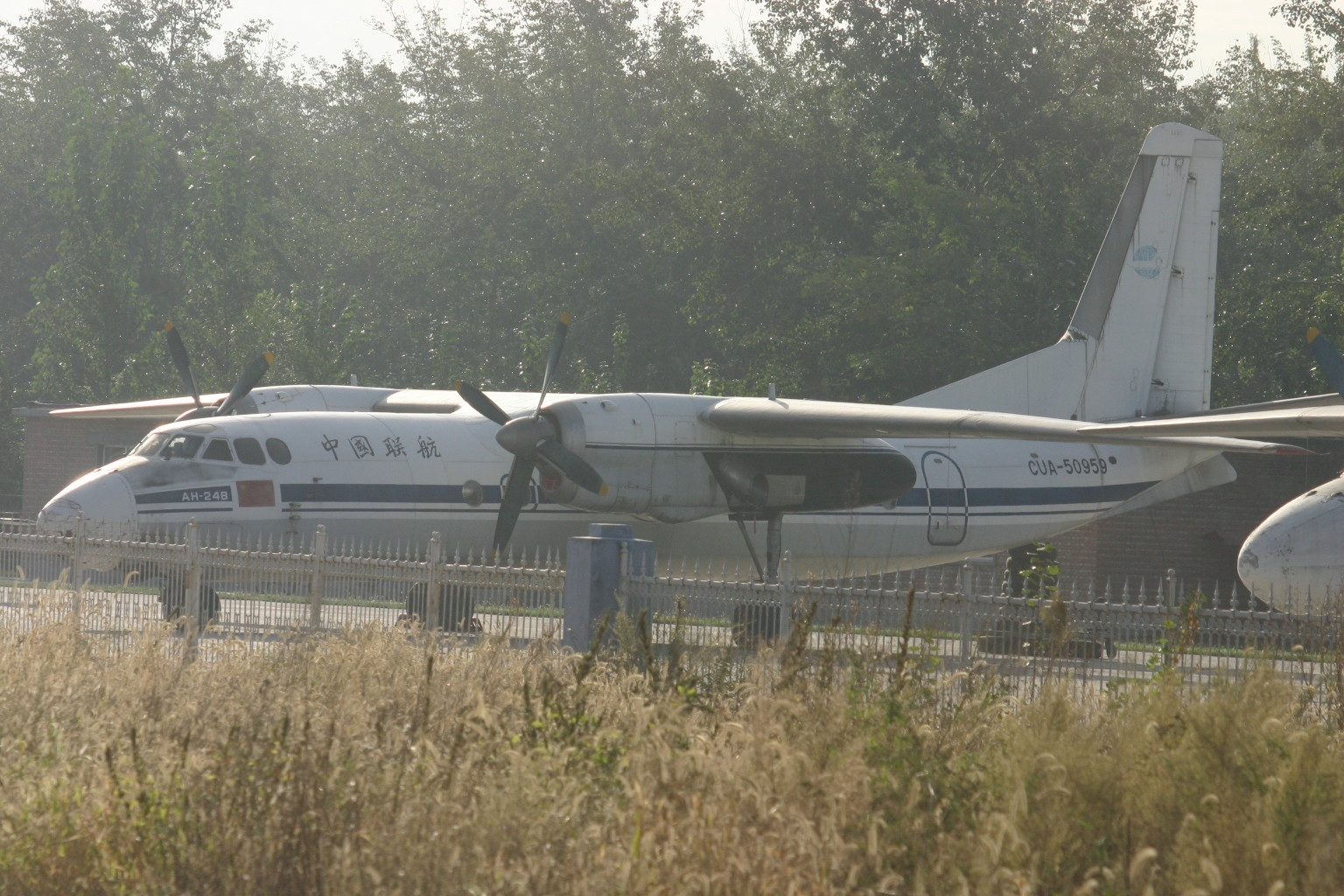
老联航的An.24

### “军转民”重组与“新联航”的发展
2004年，经民航总局正式批准，上海航空股份有限公司与中国航空器材进出口集团公司共同出资1亿元，上海航空股份有限公司控股80％、中国航空器材进出口集团公司控股20％，重新组建成立了中国联合航空有限公司，实现了“军转民”。2005年7月完成重组，10月20日开始重组后的首次新航。从2005年10月至2008年底，累计运送旅客240余万人次，运输货物23000余吨。开航以来，中国联航一直保持着安全飞行纪录。但常常出现航班因各种原因晚点的情况，甚至出现纵容旅客机上抽烟事件，引起旅客不满。
2010年10月，伴随上海航空与东方航空的合并，中国联合航空加入东航；2012年11月26日，中国东方航空全資的中國聯合航空有限公司和原東航河北分公司完成聯合重組，成為新的中國聯合航空有限公司（简称「（新）中联航」）。新的中联航拥有清一色波音飞机23架，下设中联航河北分公司、北京南苑机场管理公司、佛山沙堤机场管理公司，总资产14亿元人民币。2014年7月2日，中联航正式转为国有低成本航空公司。
2015年3月29日，中国联合航空有限公司全面实施低成本航空服务模式，低至8元的多款特价机票产品在其全新官网“飞吧网”（www.flycua.com）上同步推出，包括“欢乐抢”“大众游”“舒心飞”和“超级享”四款基础产品，价格分别是8元起、188元起、388元起以及588元起。同时，中联航将实施全新的旅客、行李国内运输总条件，推行低成本航空服务模式，普通机票将不包括免费餐食饮品、自主选座等服务，对任何原因造成的航班延误或取消不提供经济补偿（高价位的机票产品将赠送航班延误保险），每名旅客只可随身携带一件尺寸不超过40cm×30cm×20cm且重量不超过10kg的行李，并可以在官网上自行选择购买所需要的托运行李额度和航空延误保险，可以在官网上或航班飞行中向乘务员购买餐食饮品。
2019年9月26日随着北京大兴国际机场投入使用，南苑机场于当日关闭，作为使用南苑机场的唯一民用航空公司，中国联合航空主运营基地也整体转移至大兴国际机场。

## 航线概况

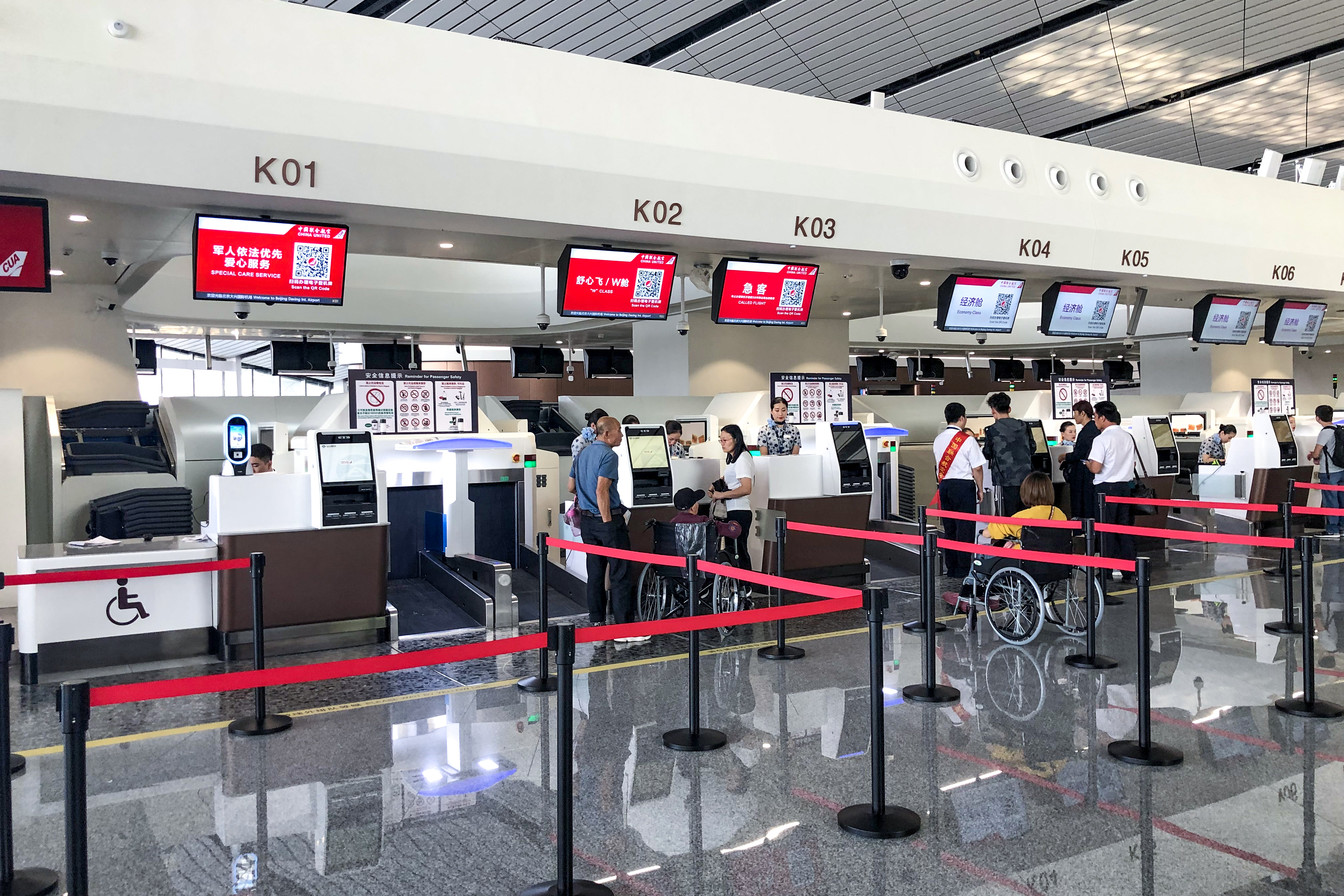
中联航在北京大兴国际机场的柜台区

重组后的中联航以石家庄正定机场、佛山沙堤机场及北京大兴国际机场为基地，通航城市70余座，每天执行进出港航班170余班。佛山沙堤机场为独家使用机场，而大兴国际机场在2019年10月27日前亦曾为独家使用机场。
| [枢纽] | 枢纽机场 |
| [重点] | 重点机场 |

### 航点
| 省份   | 国家 | 航点     | 机场                   | IATA | ICAO | 备注/航班号（仅显示由大興出发航班）            |
| ------ | ---- | -------- | ---------------------- | ---- | ---- | ---------------------------------------------- |
| 北京   | 中国 | 北京     | 大兴国际机场[枢纽]     | PKX  | ZBAD |                                                |
| 北京   | 中国 | 北京     | 南苑机场[已停办][枢纽] | NAY  | ZBNY |                                                |
| 上海   | 中国 | 上海     | 虹桥国际机场           | SHA  | ZSSS | KN5955                                         |
| 上海   | 中国 | 上海     | 浦东国际机场           | PVG  | ZSPD | KN5977                                         |
| 安徽   | 中国 | 池州     | 九华山机场             | JUH  | ZSJH | KN5901                                         |
| 甘肃   | 中国 | 兰州     | 中川机场               | LHW  | ZLLL | KN5605                                         |
| 甘肃   | 中国 | 嘉峪关   | 嘉峪关机场             | JGN  | ZLJQ | KN5655                                         |
| 甘肃   | 中国 | 金昌     | 金川机场               | JIC  | ZLJC | KN5655                                         |
| 甘肃   | 中国 | 庆阳     | 庆阳机场               | IQN  | ZLQY | KN5605                                         |
| 甘肃   | 中国 | 陇南     | 成县机场               | LNL  | ZLLN | KN5621                                         |
| 广东   | 中国 | 广州     | 白云国际机场           | CAN  | ZGGG | KN5829、KN5895、KN5897、KN5899                 |
| 广东   | 中国 | 深圳     | 宝安国际机场           | SZX  | ZGSZ | KN5855、KN5867、KN5911                         |
| 广东   | 中国 | 惠州     | 平潭机场               | HUZ  | ZGHZ | KN5815、KN5887                                 |
| 广东   | 中国 | 珠海     | 金湾机场               | ZUH  | ZGSD | KN5831                                         |
| 广东   | 中国 | 佛山     | 沙堤機場[重点]         | FUO  | ZGFS | KN5811、KN5881、KN5862、KN5878                 |
| 广西   | 中国 | 梧州     | 西江机场               | WUZ  | ZGWZ | KN5731                                         |
| 福建   | 中国 | 福州     | 长乐国际机场           | FOC  | ZSFZ | KN5957                                         |
| 福建   | 中国 | 厦门     | 高崎国际机场           | XMN  | ZSAM | KN5925、KN5927                                 |
| 福建   | 中国 | 龙岩     | 冠豸山机场             | LCX  | ZSLO | KN5917                                         |
| 福建   | 中国 | 三明     | 沙县机场               | SQJ  | ZSSM | KN5757                                         |
| 贵州   | 中国 | 兴义     | 万峰林机场             | ACX  | ZUYI | KN5201                                         |
| 贵州   | 中国 | 安顺     | 安顺黄果树机场         | AVA  | ZUAS | KN5225                                         |
| 贵州   | 中国 | 毕节     | 飞雄机场               | BFJ  | ZUBJ | KN5209                                         |
| 海南   | 中国 | 海口     | 美兰国际机场           | HAK  | ZJHK |                                                |
| 海南   | 中国 | 三亚     | 凤凰国际机场           | SYX  | ZJSY | KN5827                                         |
| 河北   | 中国 | 石家庄   | 正定国际机场[重点]     | SJW  | ZBSJ |                                                |
| 河南   | 中国 | 南阳     | 姜营机场               | NNY  | ZHNY | KN5835、KN5837                                 |
| 河南   | 中国 | 十堰     | 明港机场               | XAI  | ZHXY | KN5881                                         |
| 黑龙江 | 中国 | 哈尔滨   | 太平国际机场           | HRB  | ZYHB | KN5505                                         |
| 黑龙江 | 中国 | 伊春     | 伊春林都机场           | LDS  | ZYLD | KN5519                                         |
| 黑龙江 | 中国 | 齐齐哈尔 | 三家子机场             | NDG  | ZYQQ | KN5519                                         |
| 黑龙江 | 中国 | 牡丹江   | 海浪机场               | MDJ  | ZYMD | KN5519                                         |
| 湖北   | 中国 | 襄阳     | 刘集机场               | XFN  | ZHXF | KN5811                                         |
| 湖北   | 中国 | 十堰     | 武当山机场             | WDS  | ZHSY | KN5862、KN5829                                 |
| 湖南   | 中国 | 长沙     | 黄花国际机场           | CSX  | ZGHA | KN5801                                         |
| 湖南   | 中国 | 衡阳     | 南岳机场               | HNY  | ZGHY | KN5701                                         |
| 吉林   | 中国 | 长春     | 龙嘉国际机场           | CGQ  | ZYCC |                                                |
| 辽宁   | 中国 | 大连     | 周水子国际机场         | DLC  | ZYTL | KN5515                                         |
| 内蒙古 | 中国 | 呼和浩特 | 白塔国际机场           | HET  | ZBHH | KN2257、KN2259、KN2261                         |
| 内蒙古 | 中国 | 包头     | 海兰泡机场             | BAC  | ZBOW | KN2901、KN2905、KN2907、KN2909、KN2911、KN2915 |
| 内蒙古 | 中国 | 乌兰浩特 | 乌兰浩特机场           | HLH  | ZBUL | KN2957                                         |
| 内蒙古 | 中国 | 阿尔山   | 伊尔施机场             | YIE  | ZBES | KN2985                                         |
| 内蒙古 | 中国 | 赤峰     | 玉龙机场               | CIF  | ZBCF | KN2929、KN2931、KN5501                         |
| 内蒙古 | 中国 | 满洲里   | 西郊机场               | NZH  | ZBMZ | KN2935                                         |
| 内蒙古 | 中国 | 乌海     | 乌海机场[已停办]       | WUA  | ZBUH | KN2285、KN2287                                 |
| 内蒙古 | 中国 | 海拉尔   | 东山机场               | HLD  | ZBLA | KN2289、KN2291                                 |
| 内蒙古 | 中国 | 鄂尔多斯 | 伊金霍洛机场           | DSN  | ZBDS | KN2269、KN2271、KN2275、KN2277                 |
| 内蒙古 | 中国 | 锡林浩特 | 锡林浩特机场           | XIL  | ZBXH | KN2961、KN2965                                 |
| 江西   | 中国 | 南昌     | 昌北国际机场           | KHN  | ZSCN | KN5959                                         |
| 江苏   | 中国 | 连云港   | 白塔埠机场             | LYG  | ZSLG | KN5905                                         |
| 江苏   | 中国 | 南京     | 禄口国际机场           | NKG  | ZSNJ |                                                |
| 江苏   | 中国 | 盐城     | 南洋机场               | YNZ  | ZSYN | KN5915                                         |
| 山东   | 中国 | 东营     | 胜利机场               | DOY  | ZSDY | KN5769                                         |
| 山东   | 中国 | 日照     | 山字河机场             | RIZ  | ZSRZ | KN5855                                         |
| 山东   | 中国 | 临沂     | 临沂机场               | LYI  | ZSLY | KN5919、KN5921                                 |
| 山东   | 中国 | 烟台     | 萊山國際機場           | YNT  | ZSYT | KN5969                                         |
| 山西   | 中国 | 大同     | 雲崗机场               | DAT  | ZBDT | KN2251                                         |
| 山西   | 中国 | 长治     | 王村机场               | CIH  | ZBCZ | KN2925、KN2927                                 |
| 山西   | 中国 | 吕梁     | 大武机场               | LLV  | ZBLL | KN5255                                         |
| 陕西   | 中国 | 榆林     | 榆林榆陽機場           | UYN  | ZLYL | KN5657、KN5665、KN5667                         |
| 陕西   | 中国 | 延安     | 南泥湾机场             | ENY  | ZLYA | KN5631                                         |
| 陕西   | 中国 | 汉中     | 城固机场               | HZG  | ZLHZ | KN5619、KN5211                                 |
| 四川   | 中国 | 成都     | 双流国际机场           | CTU  | ZUUU | KN5215、KN5217                                 |
| 四川   | 中国 | 巴中     | 恩阳机场               | BZX  | ZUBZ | KN5251                                         |
| 新疆   | 中国 | 乌鲁木齐 | 天山国际机场           | URC  | ZWWW | KN2201                                         |
| 云南   | 中国 | 昆明     | 昆明长水国际机场       | KMG  | ZPPP | KN5211、KN5255                                 |
| 浙江   | 中国 | 衢州     | 衢州机场               | JUZ  | ZSJU | KN5931                                         |
| 浙江   | 中国 | 温州     | 龙湾国际机场           | WNZ  | ZSWZ | KN5957                                         |
| 浙江   | 中国 | 舟山     | 普陀山机场             | HSN  | ZSZS | KN5935、KN5975                                 |
| 浙江   | 中国 | 义乌     | 义乌机场               | YIW  | ZSYW | KN5907、KN5909、KN5971                         |

## 机队概况
截止至2025年1月，中国联合航空机队共拥有飞机60架。
| 机型          | 数量 | 备注                |
| ------------- | ---- | ------------------- |
| 波音 B737-700 | 5    |                     |
| 波音 B737-800 | 55   | B-7562 第9000架B737 |
| 总计          | 60   |                     |

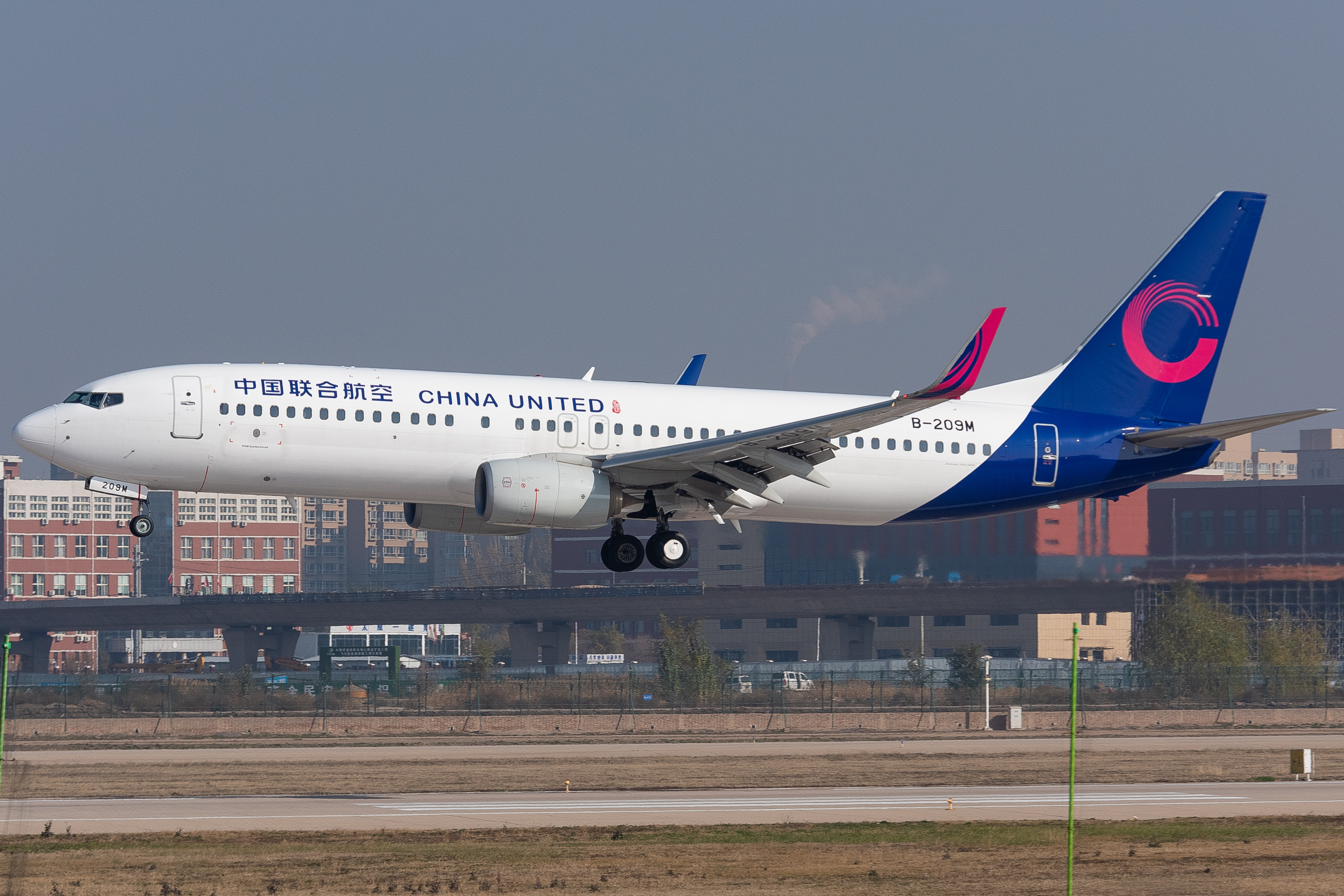
新涂装
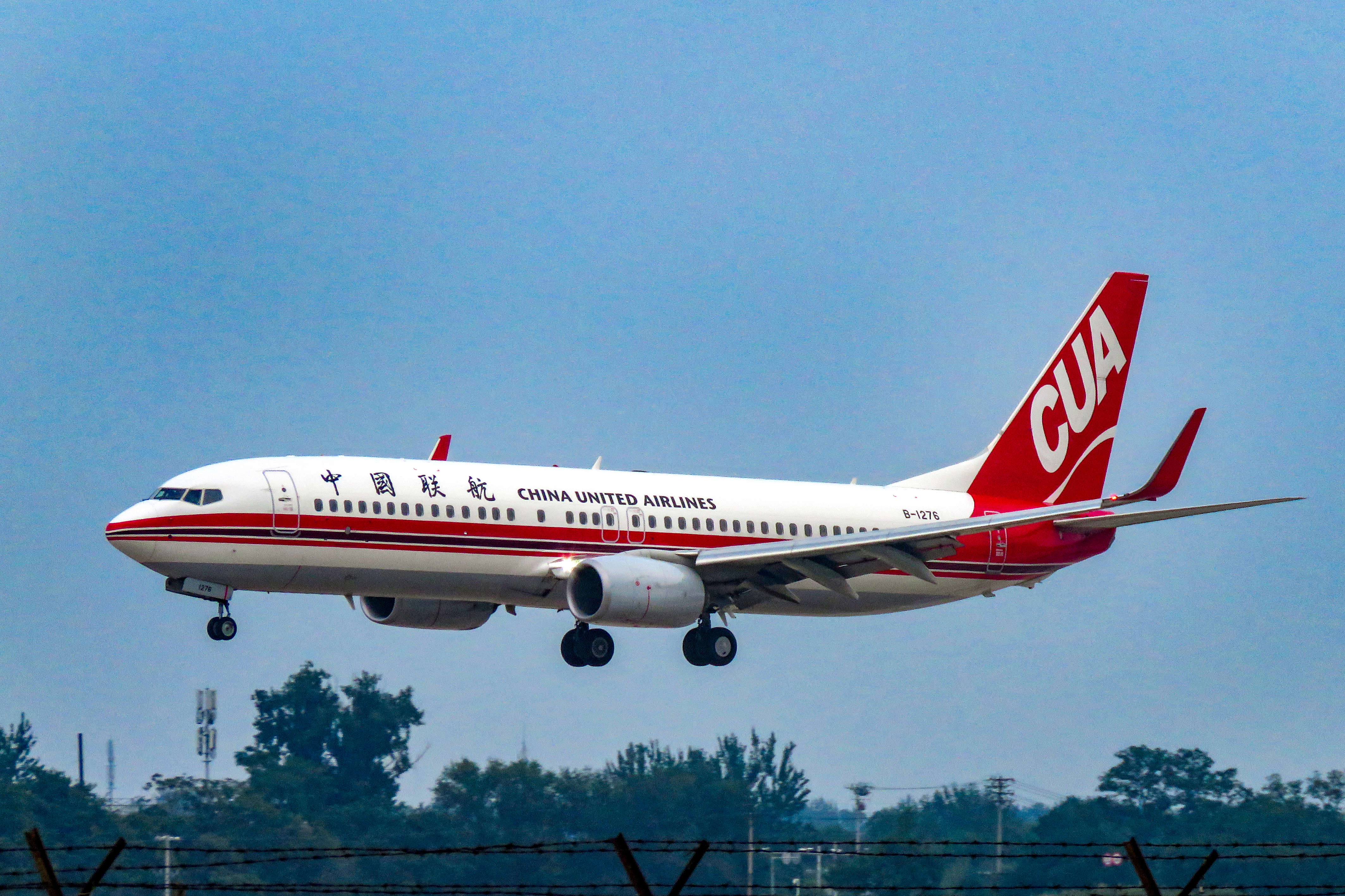
常规涂装
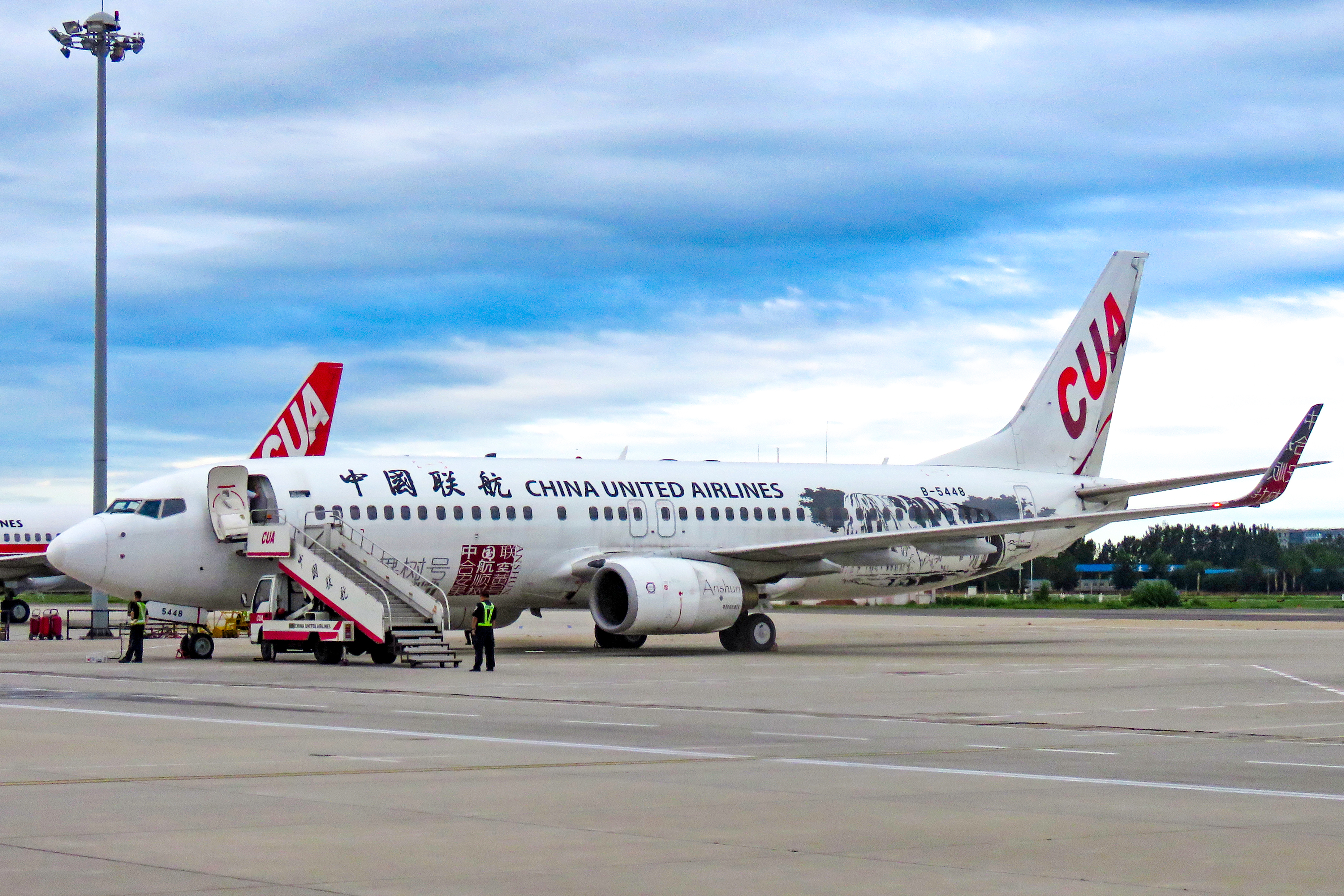
B-5448 黄果树瀑布号
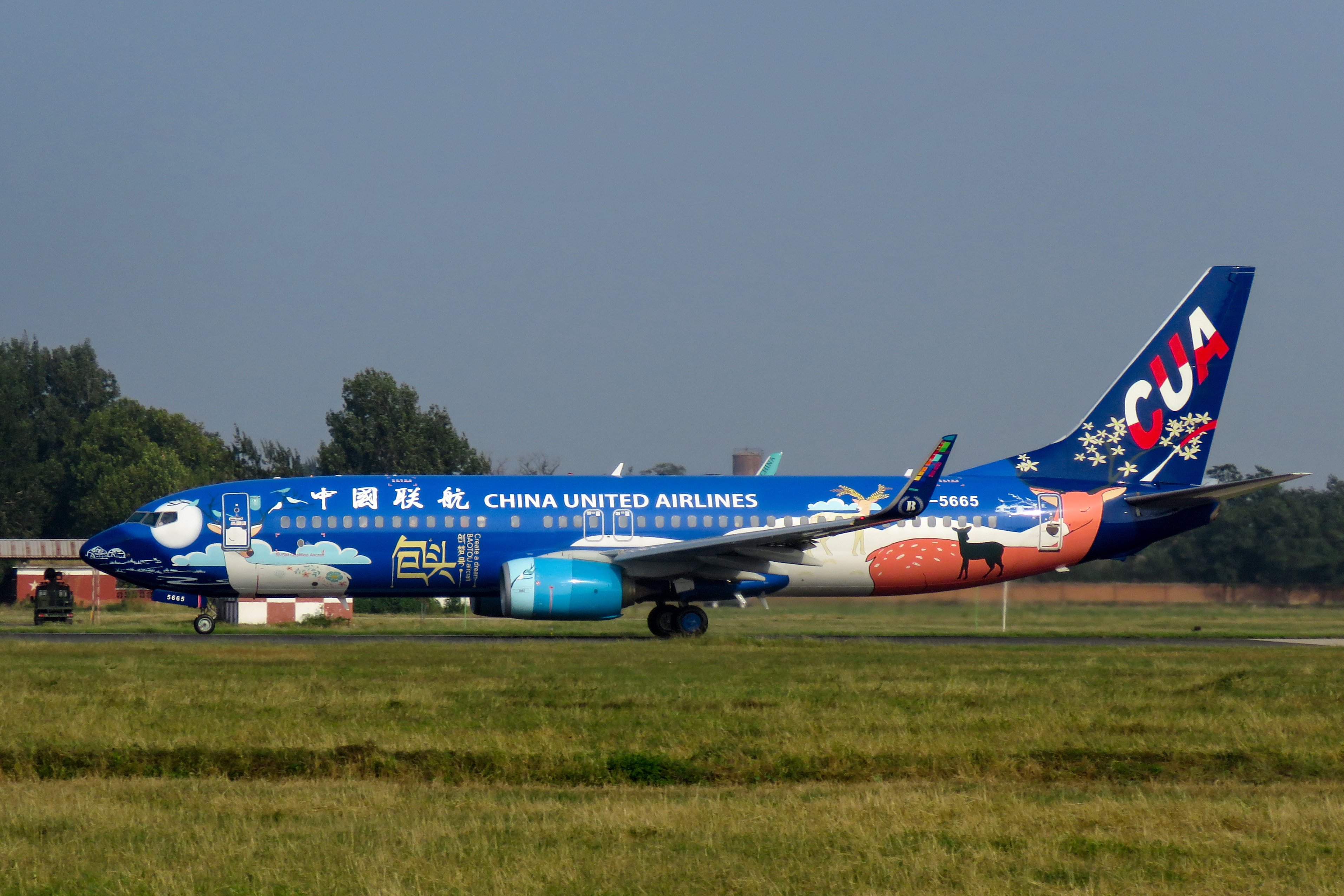
B-5665 包头创梦号
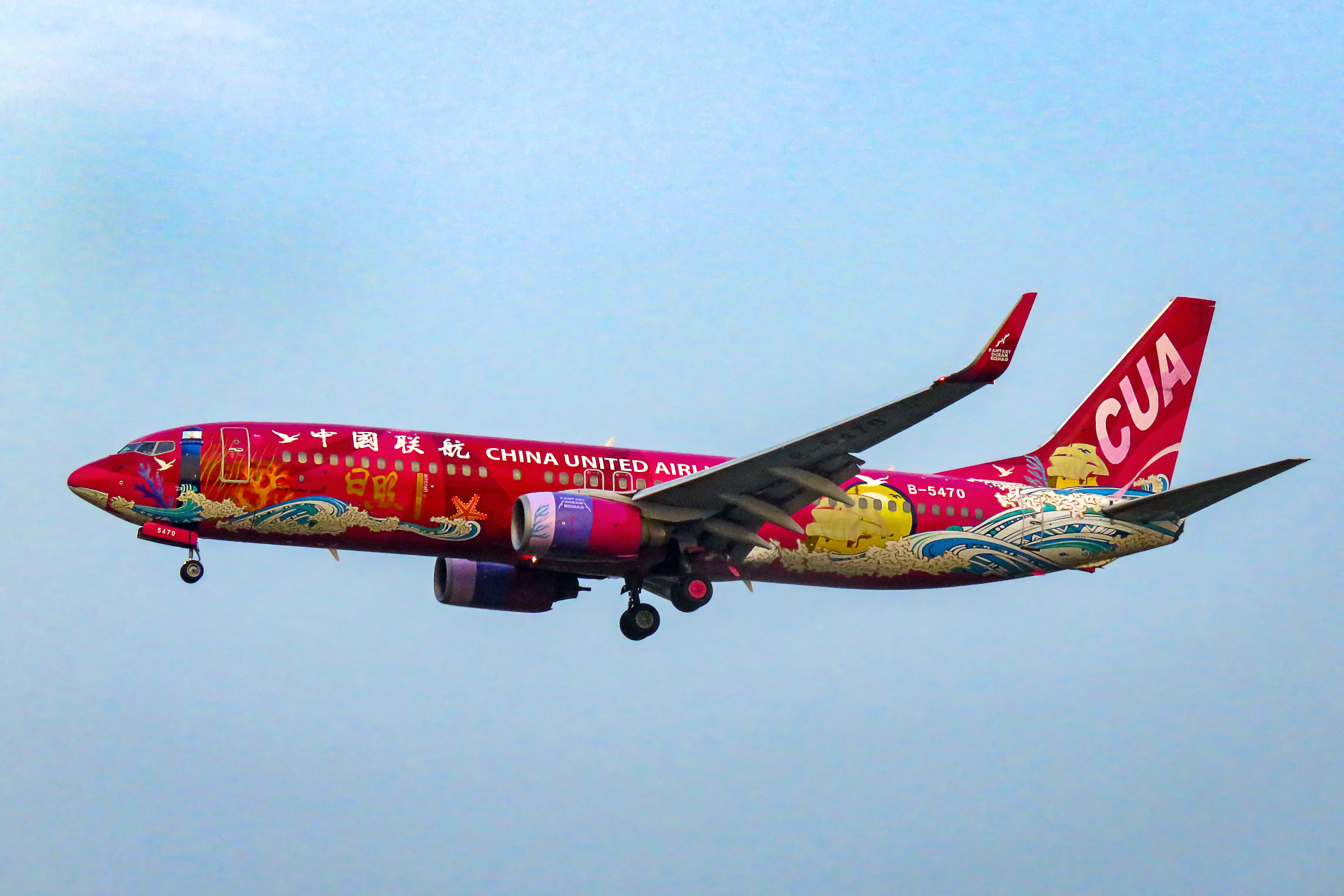
B-5470 日照号
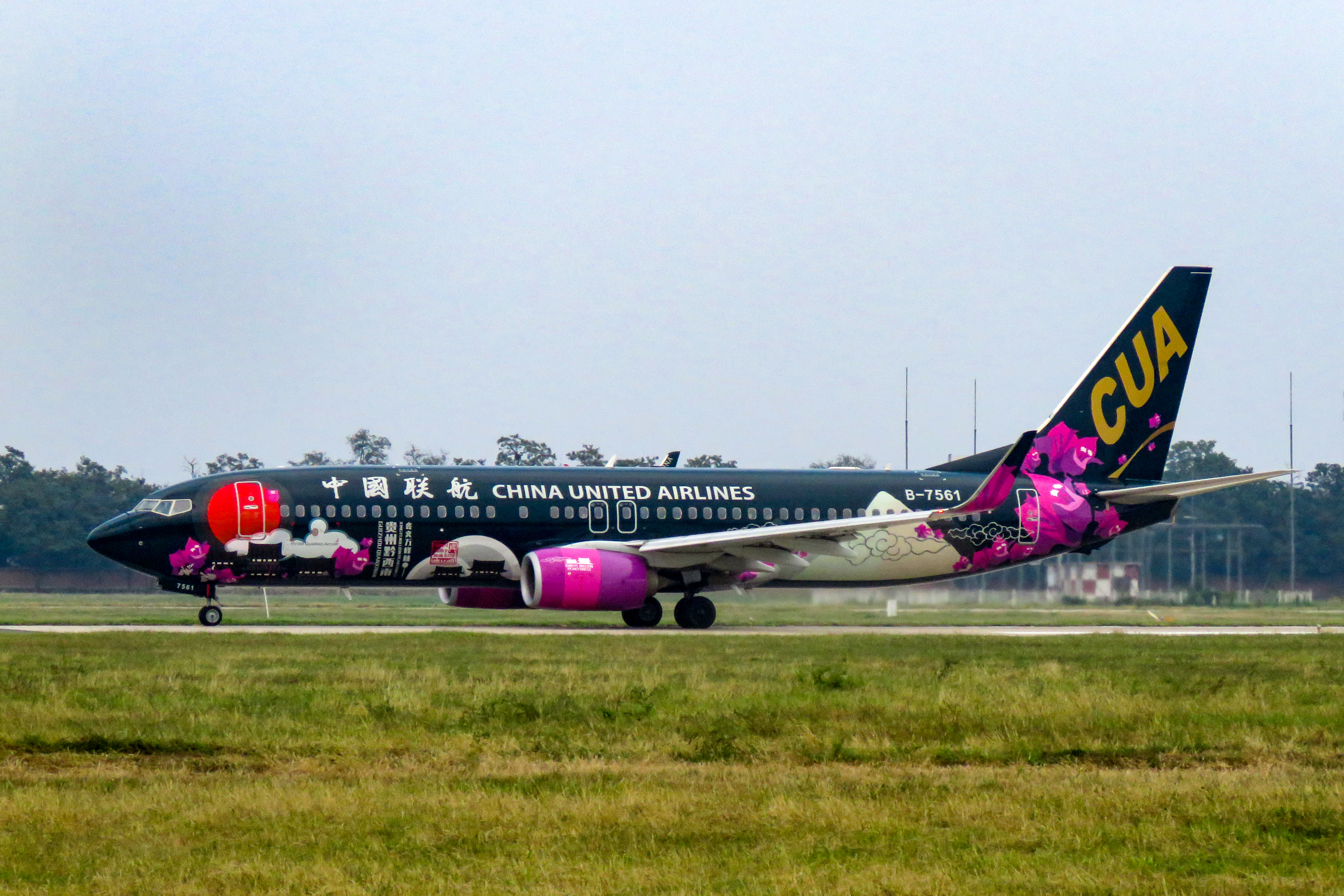
B-7561 兴义号
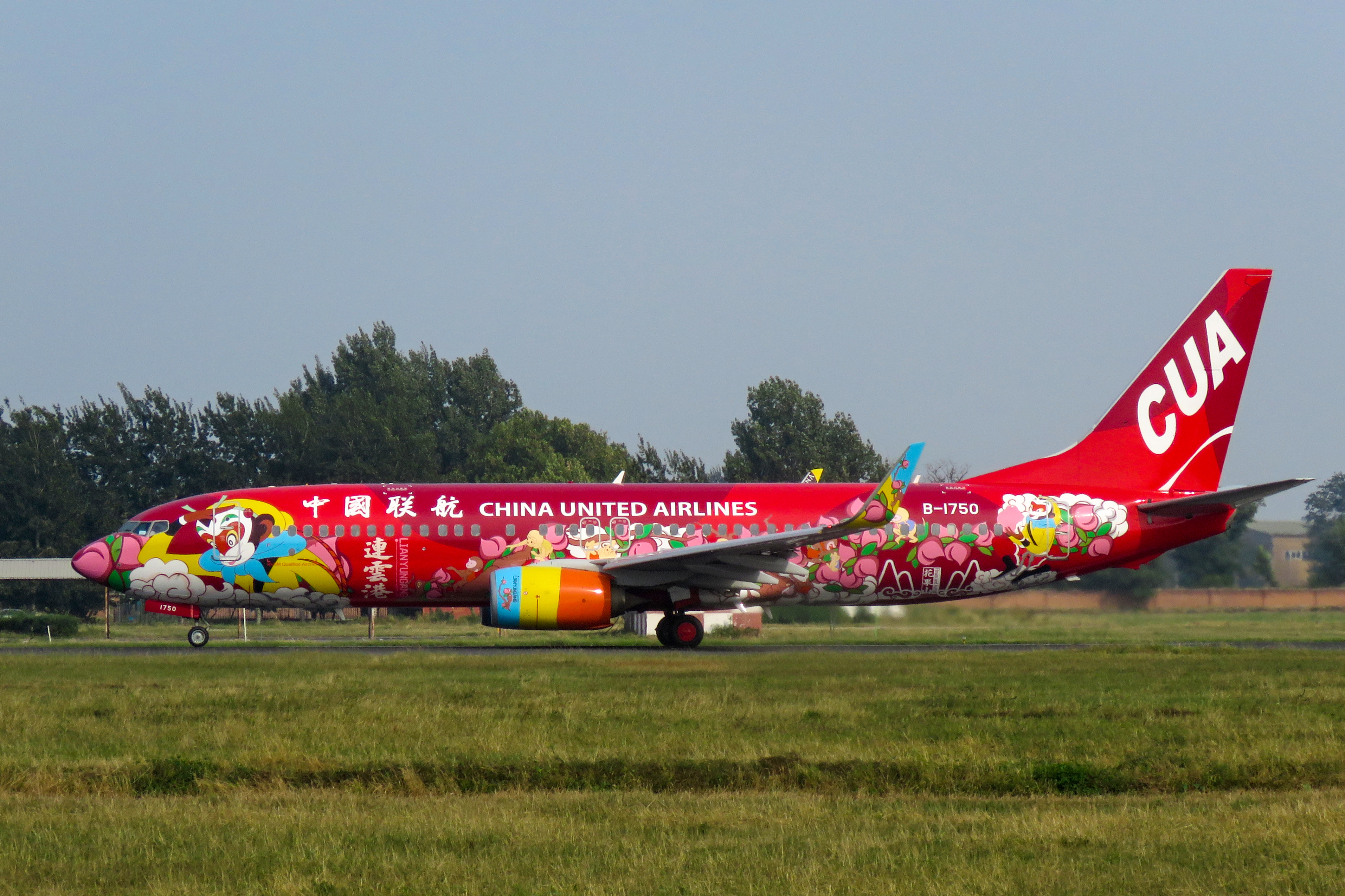
B-1750 连云港号
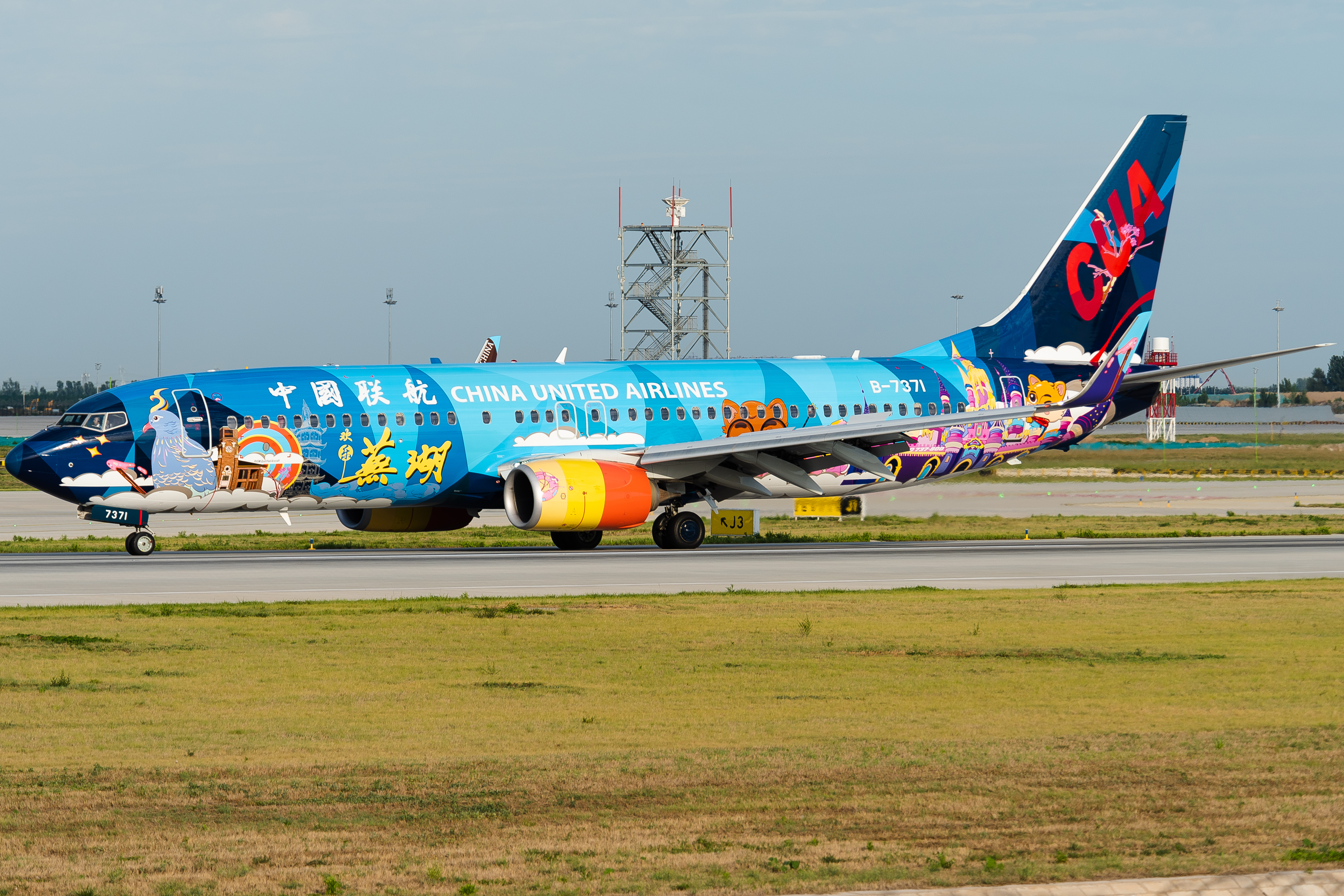
B-7371 欢乐芜湖号
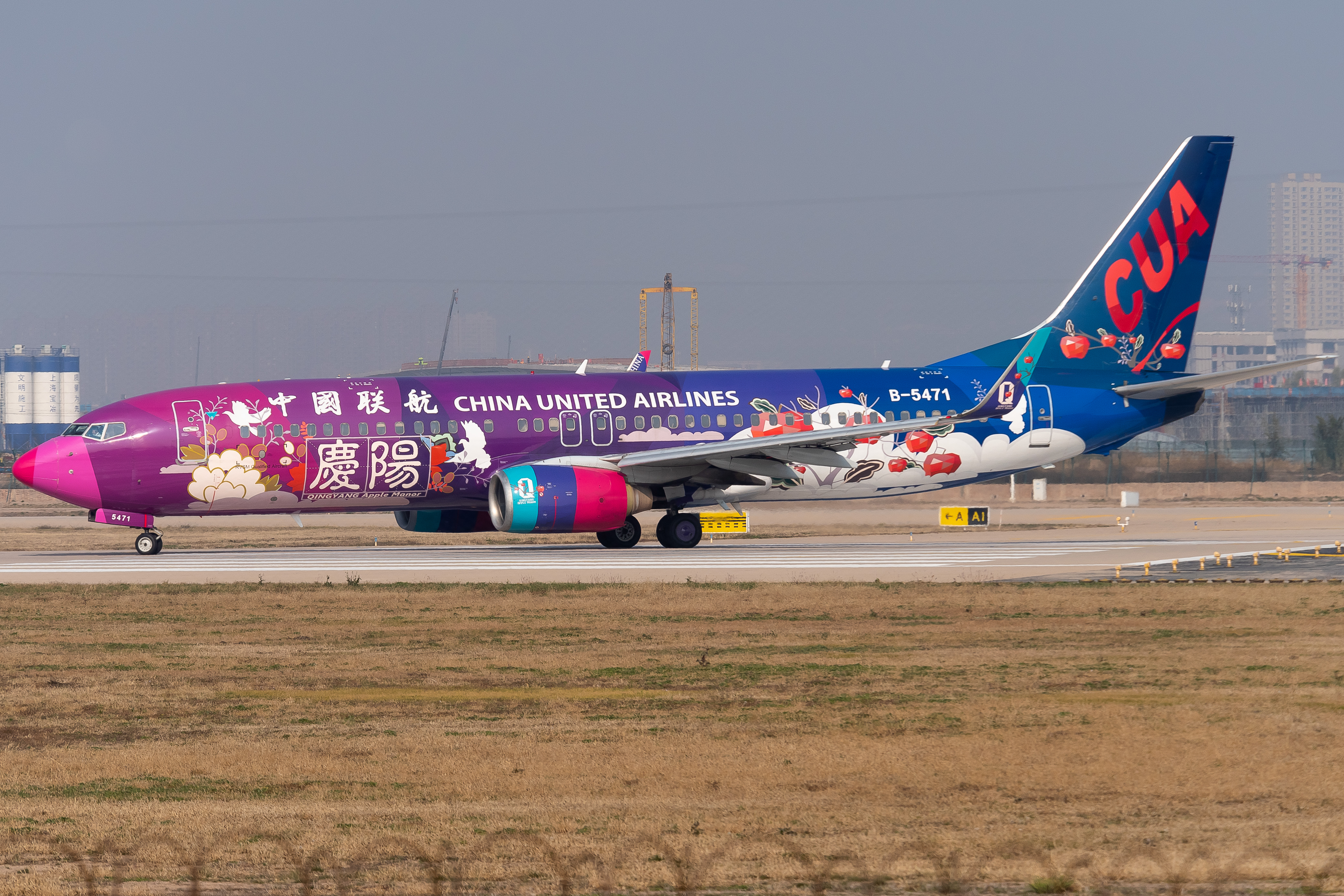
B-5471 庆阳号
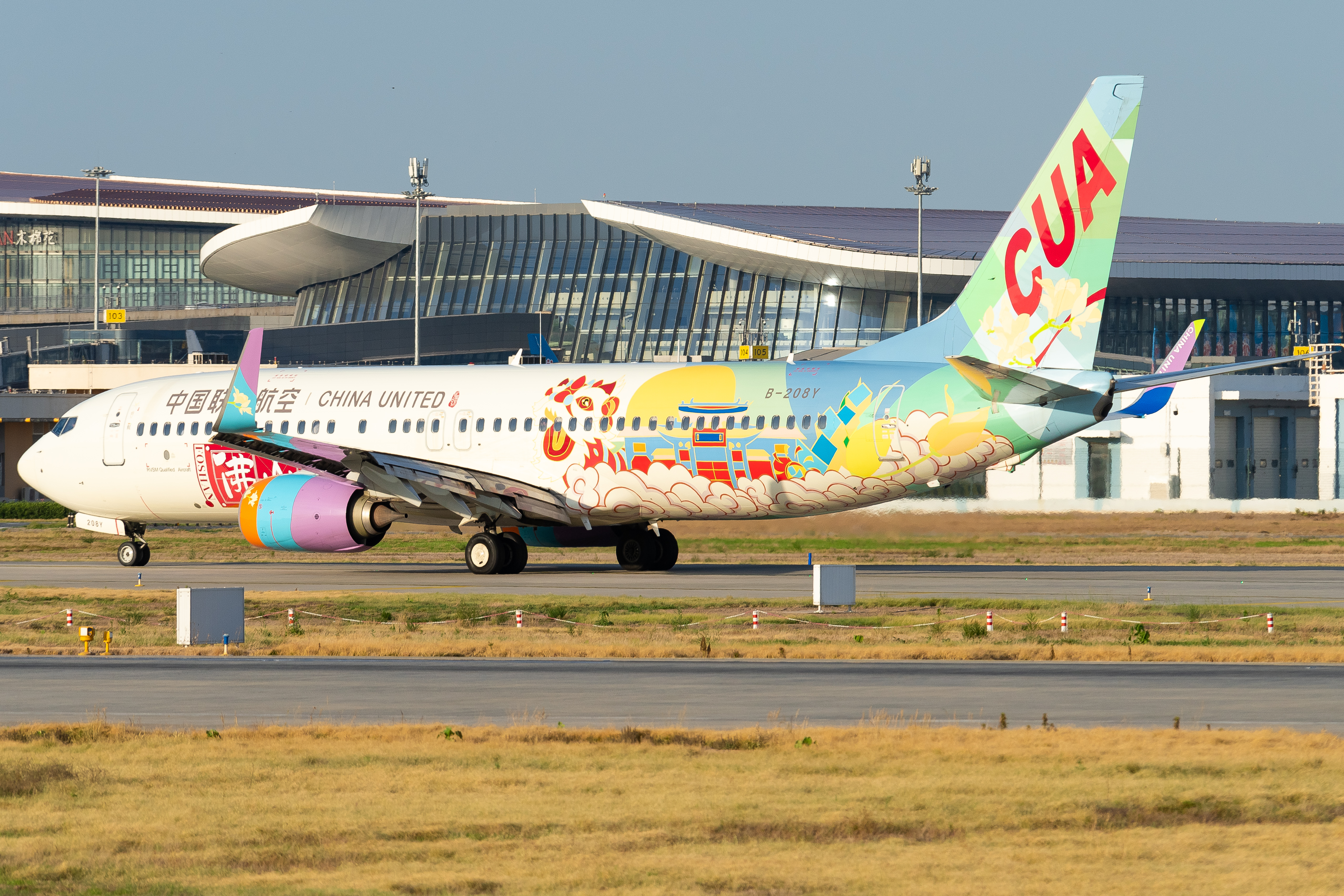
B-208Y 佛山号

## 品牌评级与评价
Skytrax评估
- 2013年：二星级航空公司[28]
- 2015年：二星级航空公司，是中国大陆唯一获此评级的航空公司，在有评级的14家中国大陆的航空公司中排末位。[29]
- 2016年:  亚太地区（航空公司）会员体验及口碑排名最后一名。
- 2019年:  品牌视觉影响力指数（中联航）为0.0031，比行业平均值低78.3%，在有指数的22家中国大陆的航空公司中排最后一位。2018-2019年度中联航整体VI升级，VI升级后排名情况反到跌至中国大陆航司最后一名。

## 争议事件

### 江泽民专机被装窃听器事件
2000年，联航以1.2亿美元购得一架波音767-300ER作为江泽民专机，注册号B-4025，分属空军34师100团。这架飞机在试飞时发出异常电波声，中国在该机预定首航几天之前发现窃听器，它们被安装在洗手间、走廊，甚至主人房的床头板内，而且透过卫星监控，装置相当精密。美国中央情报局、美国驻华大使馆、中国航空补给品进出口公司和中国联合航空公司均拒绝评论此事。由于担心此飞机对国家安全的影响，此架飞机随即转售中国国际航空，并将注册号改为B-2499，作普通民航客机使用，2012年3月末退役并封存于北京首都机场，封存两年后售予哈萨克斯坦的一间包机航空公司。

### 机上吸烟事件
2014年8月30日晚，中国联合航空5216号班机（波音737-800，编号B-5840）由成都飞往北京，起飞一小时后有一名乘客在机尾洗手间内吸烟，而飞机因北京大雨备降太原后又有乘客在等待起飞时要求打开舱门吸烟，该乘客吸烟时加油车仍停在飞机旁。飞机次日凌晨抵达南苑机场后，部分乘客就不顾飞行安全、容许乘客吸烟一事要求机组人员道歉，当事机长却予以狡辩。

### 收取选座费事件
2015年3月29日到12月23日，中联航按照经济舱31排到第一个安全出口座位（不含）为止，每人每次选座收取20元（人民币，下同）；安全出口之后的各排座位，每人每次10元的标准，自立收费项目收取选座费总计44万元，涉及乘客26853名。2016年7月底，北京市发改委对中国联合航空有限公司作出行政处罚，责令其立即改正价格违法行为、没收违法所得44万元、罚款44万元。

### 更换机场品牌通告不及时
北京大兴机场原定于2019年9月30日开通，后突然提早至9月25日开通，随后中国联航于官方微博上宣布，9月26日所有南苑机场的航班整体搬移至北京大兴国际机场，但在9月25日仍出票9月26-29日的航班，依然显示航班于南苑机场起飞，转场信息品牌宣传不到位，引起乘客不满，同时部分受影响的乘客致电数十次客户电话，但均没有人接听，同时，航空公司亦没有派出职员向乘客说明航班需要变更在其他机场起降，乘客只能在网上搜罗碎片资讯。因此，9月26日上午出现了中联航部分旅客误走机场的情况。